# Ed van der Elsken
Eduard (Ed) van der Elsken (Amsterdam, 10 maart 1925 – Edam, 28 december 1990) was een Nederlandse fotograaf en cineast.

## Jeugd
Hij groeide op in Betondorp waar zijn vader meubelmaker was.

## Parijse periode
Van 1950 tot 1954 woonde en werkte hij in Parijs waar hij zijn eerste vrouw, de Hongaarse fotografe Ata Kandó, ontmoette. In 1956 kwam zijn eerste fotoboek uit: Een liefdesgeschiedenis in Saint Germain des Prés, waarin hij jonge bohemiens in de Franse hoofdstad fotografeerde, onder wie Vali Myers. Dit boek betekende zijn doorbraak en hierna zouden nog een twintigtal fotoboeken volgen.

## Wereldreizen
Van der Elsken maakte van 1959 tot 1960 met zijn toenmalige echtgenote Gerda van der Veen een wereldreis, en vestigde zich in 1971 in Edam. Van daaruit bleef hij reizen, onder meer naar Japan. Van der Elsken was vooral geboeid door mensen in allerlei culturen en omstandigheden. Veel van zijn werk kan als sociale fotografie gekenmerkt worden. Hij werkte mee aan het internationale fotoboek The Family of Man. In 1977 gaf hij het fotoboek Eye love you uit, waarin hij mensen van hun kleurrijke kant liet zien.

## Films
Van der Elsken was ook als cineast actief. Hij maakte zijn eerste film in 1960. In 1963 maakte hij Welkom in het leven, lieve kleine, een van de eerste films die met een kleine schoudercamera werden opgenomen, met synchroon geluid. In de film brak Van der Elsken met de traditie dat een filmer 'onzichtbaar' achter de camera stond. Zijn manier van filmen, met de man achter de camera als participant, was van grote invloed op de televisiemakers Hans Keller, Frans Bromet en Roelof Kiers. In 1971 kreeg hij voor De verliefde camera de Staatsprijs voor de Filmkunst.

## Verdere personalia

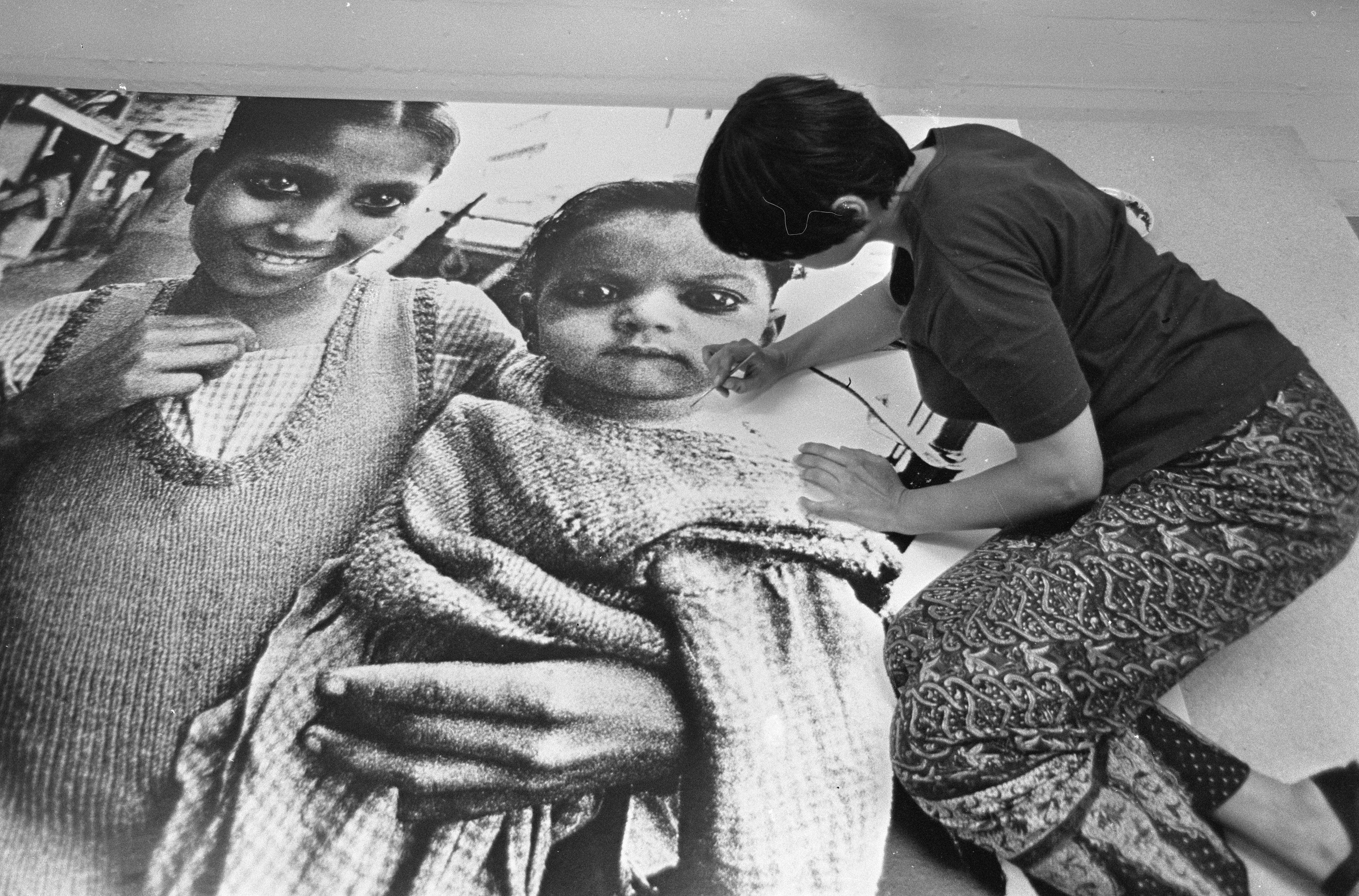
Gerda van der Elsken-van der Veen bij de inrichting van de tentoonstelling Hee ... zie je dat? in het Stedelijk (1966)

In 1988 hoorde Van der Elsken dat hij prostaatkanker had. Hij begon meteen aan Bye, een film over de periode tot aan zijn dood. Van der Elsken overleed op 65-jarige leeftijd in zijn woonplaats. Van der Elsken had een aantal relaties die hem inspireerden bij zijn werk. In Parijs eerst met de uit Australië afkomstige danseres Vali Myers, die hem inspireerde tot zijn eerste fotoboek. Daarna ontmoette hij in 1950 de Hongaarse collega-fotograaf Ata Kandó en haar drie kinderen met wie hij trouwde in 1954, maar dat huwelijk hield geen stand: in 1955 werd de scheiding uitgesproken. Terug in Nederland trouwde hij in 1957 met de fotograaf Gerda van der Veen (overleden 9 juli 2006 op 71-jarige leeftijd), de dochter van beeldhouwer Gerrit-Jan van der Veen, maar ook dit huwelijk eindigde in een scheiding, in 1971. Met haar kreeg hij twee kinderen, een dochter (Tinelou, 1961) en een zoon (Daan Dorus, 1963). De laatste achttien jaar van zijn leven, vanaf 1972, woonde hij samen in Edam met Anneke Hilhorst. Hij kreeg met haar een zoon (John) en trouwde met haar in 1984.

## Beknopte bibliografie
- Een liefdesgeschiedenis in Saint Germain des Prés (1956)
- Bagara (1958)
- Jazz (1959)
- Dans Theater (1960)
- de Jong & van Dam NV 1912-1962 (1962)
- Sweet life (1966)
- Wereldreis in foto's vier delen (1967-1968)
- Eye love you (1977)
- Zomaar een sloot ergens bij Edam (1977)
- Hallo! (1978)
- Amsterdam! Oude foto's 1947-1970 (1979)
- Avonturen op het land (1980)
- Parijs! Foto's 1950-1954 (1981)
- Amsterdam? (1984)
- Are you famous? (1985)
- San-jeruman-de-pure no kol (1986)
- Jong Nederland 'Adorabele rotzakken' (1987)
- Japan 1959-1960 (1987)
- De ontdekking van Japan (1988)
- Natlab (1989)
- Once upon a time (1991)
- Apples Slapples (1992)
- Hit & Run. Ed van der Elsken fotografeert het Philips Natlab (2014)

## Filmografie
- Handen (1960)
- Karel Appel, componist (1961)
- Dylaby (1962)
- Lieverdjes (1963)
- Welkom in het leven, lieve kleine (1963)
- Fietsen (1965)
- Hee poppelepee (1967)
- Het Waterlooplein verdwijnt (1967)
- De verliefde camera (1971)
- Death in the Port Jackson Hotel (1972)
- Avonturen op het land (1980)
- Daan Doris (1981)
- Een fotograaf filmt Amsterdam (1982)
- Bye (1990)

## Werk in openbare collecties (selectie)
- Rijksmuseum Amsterdam[1]